# Alcomsat-1
Alcomsat-1 est un satellite de télécommunications algérien placé en orbite géostationnaire, qui a été lancé le 10 décembre 2017 à 17 h 40 (heure algérienne) par le lanceur chinois Longue Marche 3B, depuis la station de Xichang.
Alcomsat-1 a été construit par la China Aerospace Science and Technology Corporation (CASC) pour le compte de l'Agence spatiale algérienne (ASAL). Il est destiné à la diffusion de 200 à 300 chaînes de télévision, et de 200 à 300 chaînes de radios, la formation en ligne, la télémédecine et la visioconférence.
La diffusion des chaînes de télévision et de radio publiques algériennes ainsi que le fil d'informations d'Algérie Presse Service a officiellement commencé le 1er novembre 2018.

## Historique
Alcomsat-1 est à la fois le premier et le dernier satellite du programme algérien de développement satellitaire 2002-2020. Le coût final du satellite est compris entre 250 et 300 millions de dollars.
Il a été lancé le 10 décembre 2017 à 17 h 40 (heure algérienne) par le lanceur chinois Longue Marche 3B, depuis la station de Xichang et placé en orbite géostationnaire définitive le 23 décembre 2017.
Le 27 mars 2018, TDA commence à émettre le signal des 5 chaines publiques de l'EPTV en HD et en SD ainsi que les 55 chaînes de radio de l'EPRS et du fil de l'APS, les tests sont concluants et ouvrent la voie à la commercialisation du signal.

### Caractéristiques techniques
Le satellite algérien de télécommunications Alcomsat-1 est placé en orbite géostationnaire à 36 000 km à la position orbitale 24.8 Ouest. Il fournit des services de diffusion, internet, téléphonie et VSAT.
Le satellite a été développé par l'Académie chinoise de technologie spatiale (CAST) et repose sur la plate-forme DFH-4. Sa charge utile de communication est composée de transpondeurs bande Ku, bande Ka, bande X, UHF et EHHF. Le satellite fonctionnera pendant 15 ans sur l'orbite géosynchrone. La masse de lancement est d'environ 5 200 kg.
La plate-forme DFH-4 comprend un module de propulsion, un module de service et un système de panneaux solaires. Il a une capacité de charge utile de 588 kg et une puissance de sortie de 10,5 kW à la fin de sa durée de vie. Sa durée de vie nominale est de 15 ans et sa fiabilité à la fin de sa durée de vie est supérieure à un ratio de 0,78 industrie.
La plate-forme est équipée de 22 transpondeurs en bande Ku (quatre 54 MHz et 18 36 MHz), de trois antennes réceptrices et de deux antennes d'émission. Le satellite peut prendre en charge la transmission simultanée de 200 à 300 programmes télévisés aux utilisateurs au sol à l'aide d'un dispositif d'antenne de 0,45 mètre. Il dispose également de puissantes capacités contre les perturbations et les brouillages hostiles. L'alimentation du satellite comprend deux panneaux solaires de 6 mètres.
L’exploitation et le contrôle du satellite sont effectués par les ingénieurs de l'ASAL, depuis les centres d’exploitation des systèmes de télécommunications de Boughezoul (Médéa) et de Bouchaoui (Alger).